# فيجي في الألعاب الأولمبية الصيفية 2016
نافست فيجي في دورة الألعاب الأولمبية الصيفية 2016 في ريو دي جانيرو، البرازيل، من 05-21 أغسطس 2016. وكان هذا الظهور الرابع عشر للبلاد، بعد أن شاركت في كل دورات الألعاب الاولمبية الصيفية منذ عام 1956 باستثناء دورة الألعاب الاولمبية الصيفية 1964 في طوكيو، ودورة الألعاب الاولمبية الصيفية عام 1980 في موسكو بسبب المقاطعة التي تقودها الولايات المتحدة.